# NGC 10
NGC 10은 조각가자리에 위치한 나선 은하이다. 1834년 9월 25일 존 허셜이 발견하였다.

## 같이 보기
- NGC 1 ~ 999 목록